# Донор електрона
До́нор електро́на (донор електронів, електронний донор) — хімічний об'єкт, який віддає електрон до іншої сполуки. Звичайно це відбувається при переносі електрона (тобто, окислювально-відновлювальних реакціях). В процесі реакції донор електрона окислюється, а інший реагент (акцептор електрона) відновлюється.
Донор електрона віддає електрон в ході клітинного дихання, приводячи до виробництва енергії. Мікроорганізми, наприклад бактерії, отримують енергію для росту, передаючи електрони з донора електрона до акцептора електрона. Мікроорганізм через свої клітинні системи збирає енергію для власного використання. Протягом цього процесу (електронний транспортний ланцюжок) донор електрона окиснюється, а акцептор електрона — відновлюється. Вуглеводні нафти, малохлоровані розчинники, подібно вінілхлориду, органічні речовини ґрунту і відновлені неорганічні сполуки — всі вони можуть служити донорами електрона. Ці реакції представляють інтерес не тільки тому що вони дозволяють організмам отримувати енергію, але також і тому що вони залучаються до природного біологічного розпаду органічних забруднювачів.